# 몰리니즘

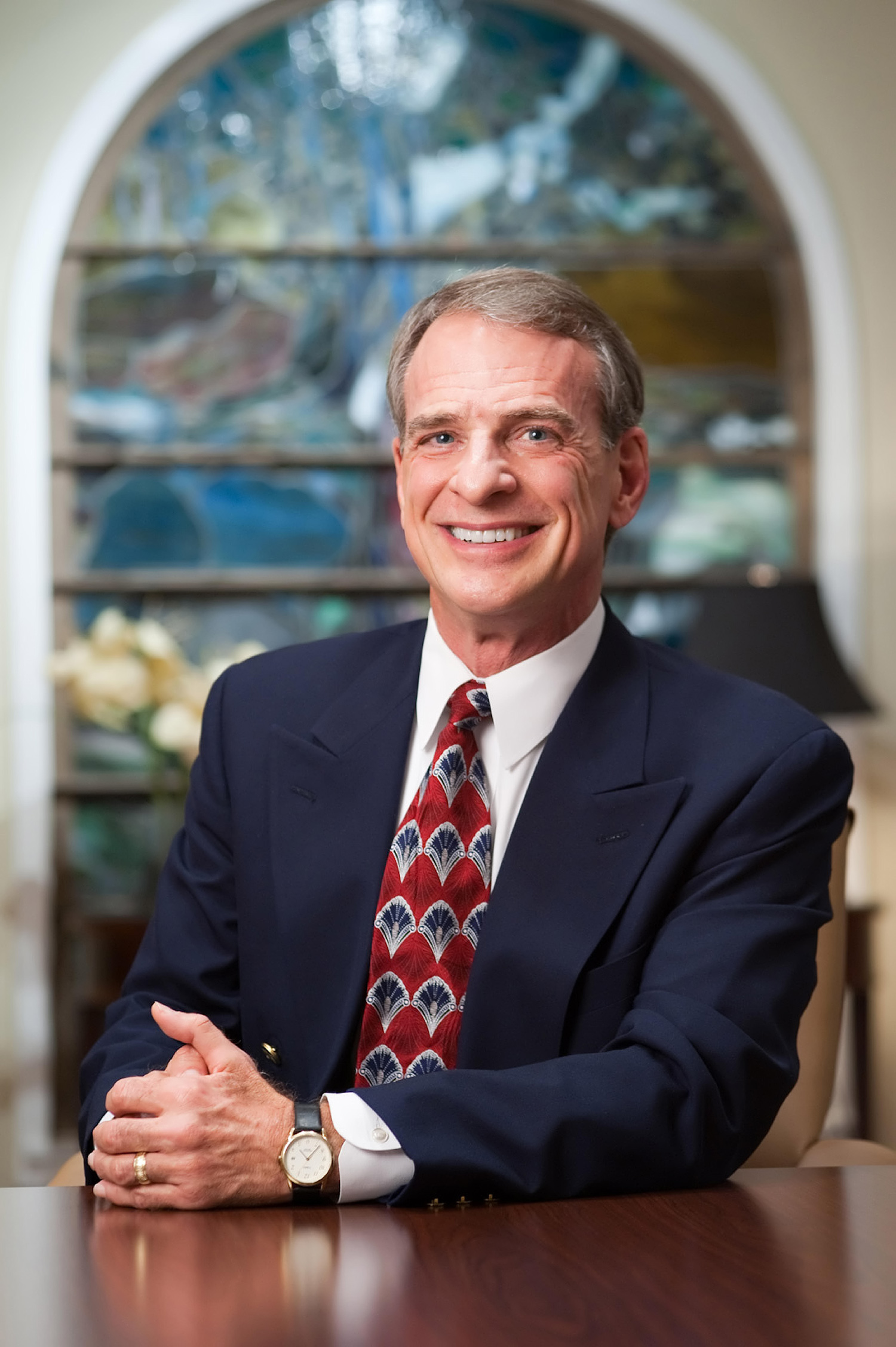
몰리니즘을 주장하는 윌리엄 레인 크레이그

몰리니즘(Molinism)은 16세기 스페인의  예수회 신학자인 루이스 드 몰리나에 의해 만들어진 교리적 체계로 칼빈주의와 아르미니우스주의의 중간단계로 하나님의 주권과 인간의 자유의지를 적절하게 조합하여 만든 것이다.  이 교리를 주장하는 신학자로는 윌리엄 레인 크레이그와, 케네드 키이들리등이 있다.
톰 반즈는 그의 책 <신적 주권과 인간의 선택>에서 칼빈주의를 몰리니즘보다 더 선호하는 7가지 이유를 설명하였다.

## 몰리니즘의 장점
- 몰리니스트들은 성경이 말하는 하나님의 주권을 강조하고, 인간의 자유도 또한 고려하며, 하나님의 전지하심을 기초로 한다.
- 중간지식을 채용하는 장점은 하나님으로 하여금 가능한 모든 확률들을 알도록 함으로 하나님의 작정을 적용할 수 있게 된다.
- 이것은 곧 하나님이 모든 가능한 경우 중에 최선의 것을 선택하여 최고의 결과가 나오도록 만드는 것을 가정하도록 만든다.
- 이렇게 함으로 기독교가 자연적 결정론이 아님을 증명할 수 있다.

## 아르미니우스주의와의 관계
- 크레이그는 아르미니우스가 몰리니즘을 프로테스탄트 신학에 등용시킨 인물이라고 주장한다.  또한 아르미니우스주의가 몰리니즘의 카테고리에 들어간다는 주장도 있다.
- 커크 맥그레거는 몰리나와 아르미니우스를 비교하였는 데, 그 둘 간에는 비연속성이 존재하고, 그것은 몰리나는 가톨릭교에 대해서는 아르미니우스주의와 동일하며, 하나님의 주권교리를 사라지게 했다고 주장하였다.[2]

## 몰리니즘의 단점
- 몰리니즘이 아르미니우스주의보다는 하나님의 주권을 고려한 것이 맞지만, 아직까지도, 하나님을 제한된 능력을 가진 자로써 보고, 인간의 선택에 따라 움직이는 것으로 보게 된다. 이것은 성경이 전혀 증거하지 않는다.
- 몰리니스트는 하나님이 중간지식을 통해, 세상을 모두 알 수 있다고 주장한다. 하지만, 이 지식이 이미 하나님 이전에 있다고 봄으로 하나님의 전능하심을 약화시킨다.

## 같이 보기
- 윌리엄 레인 크레이그
- 앨빈 플랜팅가